# Léo DuPasquier
Léo-Pierre DuPasquier (* 14. April 1910 in Corcelles-près-Concise, Kanton Waadt; † 18. Oktober 1981 ebenda; heimatberechtigt in Neuenburg und Fleurier) war ein Schweizer Wirtschaftsmanager, Politiker der Ralliement neuchâtelois (RN) und Offizier, der unter anderem von 1945 bis 1946 Präsident des Staatsrates des Kantons Neuenburg war.

## Leben
Léo-Pierre DuPasquier, Sohn des Kunstmalers Gustave-Jean DuPasquier und der Ellen de Coulon, absolvierte nach dem Besuch des Gymnasiums in Neuenburg ein Studium der Ingenieurwissenschaften an der École d’ingénieurs de l’Université de Lausanne, der heutigen École polytechnique fédérale de Lausanne (EPFL). Nach einem Praktikum beim Maschinenbauunternehmen Sulzer AG in Winterthur war er bis 1939 Direktor der Zweigniederlassung dieses Unternehmens in Kairo. Er war Gründer der Neuenburger Erneuerungspartei RN (Ralliement neuchâtelois) und wurde am 30. November 1941 Mitglied des Staatsrates des Kantons Neuenburg, der Regierung dieses Kantons, und gehörte dieser bis zu seinem Rücktritt am 30. Juni 1947 an. Er war damals der jüngste vom Volk gewählte Staatsrat. Während seiner Mitgliedschaft im Staatsrat wurde er als Nachfolger von Camille Brandt 1945 Präsident und damit Vorsteher der Kantonsregierung und bekleidete dieses Amt bis 1946, woraufhin Jean Humbert-Droz ihn ablöste.
Nach seinem Ausscheiden aus dem Staatsrat wurde DuPasquier Direktor der Tarex SA und beratender Ingenieur bei Gardy SA in Genf. Neben seinen Funktionen in der Wirtschaft wurde er 1956 zum Oberstbrigadier befördert und fungierte zeitweise als Kommandant der Grenzbrigade 2 der Schweizer Armee. 1965 wurde er Direktor und später Delegierter des Verwaltungsrates sowie schliesslich Vizepräsident des Uhrenunternehmens Ebauches SA, die 1931 der Allgemeinen Schweizer Uhrenindustrie AG (ASUAG) beitrat. Daneben war er auch Mitglied des Verwaltungsrates der Kabelfirma Cortaillod SA und der Neuenburger Versicherungen.

## Hintergrundliteratur
- J. T. DuPasquier: La famille DuPasquier, Éditions La Baconnière, Neuenburg 1974

## Weblink
- Myriam Volorio Perriard: Léo-Pierre DuPasquier. In: Historisches Lexikon der Schweiz.